# Independência ou Morte (Pedro Américo)
Independência ou Morte é uma pintura do artista brasileiro Pedro Américo. É considerada a representação mais consagrada e difundida do momento da independência do Brasil, sendo o gesto oficial da fundação do Brasil. Seu nome vem da exclamação de D. Pedro I ao proclamar a independência do Brasil, em 7 de setembro de 1822: "É tempo! Independência ou Morte! Estamos separados de Portugal!".
Em 1886, o conselheiro imperial Joaquim Inácio Ramalho, então presidente da Comissão do Monumento do Ipiranga, firmou um contrato com Pedro Américo, pelo qual o artista se comprometia a pintar, em três anos, um "quadro histórico comemorativo da proclamação da independência pelo príncipe regente D. Pedro nos campos do Ypiranga." Antes de iniciar a pintura, o artista fez minuciosas pesquisas sobre o movimento da Independência, os trajes da época e outros detalhes. Ainda em 1886, mesmo ano em que assinou o contrato para a produção da obra, o artista realizou o estudo que se encontra no Palácio Itamaraty em Brasília. Para esse trabalho, Américo aprofundou-se na pesquisa de época, estudando o movimento independentista, entrevistando testemunhas e buscando indumentárias originais, atenção ao detalhe que transparece tanto no estudo como no trabalho final.  Estudou também outras obras de autores de pinturas históricas como Ernest Meissonier e Horace Vernet. A obra foi exposta pela primeira vez em 8 de abril de 1888, na Academia de Belas Artes de Florença e, três meses depois, foi entregue ao governo paulista. O trabalho agradou aos críticos de arte, sendo considerado, à época, como "uma obra colossal" que trazia "o cunho de uma imaginação criadora e de um robusto engenho". No Brasil, a tela foi exposta pela primeira vez em 7 de setembro de 1895, na inauguração do Museu Paulista. O diretor do museu entre 1917 e 1946, Affonso Taunay, usou-a como ponto de partida e principal peça de um programa de decoração elaborado a partir de um contexto político-ideológico para todo o prédio e suas obras, ficando o quadro como elemento central do salão nobre do museu.
A obra de Américo é reconhecida por se tratar de uma construção de identidade nacional através da arte, como as obras de Victor Meirelles e outros pintores. O quadro é um patrimônio biográfico-visual do Brasil, mostrando um momento decisivo da história da nação, apresentando uma visão gloriosa do passado brasileiro e revelando muito sobre uma determinada época do Brasil do século XIX. No entanto, não corresponde inteiramente a uma memória nacional, com sua visão épica da cena da proclamação. O quadro de Américo pode ser comparado a outras obras produzidas por diferentes artistas, o que lhe atribuiu acusações de plágio. A pintura é um exemplo da arte acadêmica no Brasil e seu caráter idealizado diverge das tendências realistas da época. Apesar do pintor concordar com o grupo de teóricos então chamados de "idealistas", sua postura artística se voltava a um diálogo com as tendências "realistas" de pintura histórica.
A obra de Pedro Américo tornou-se a principal referência para a representação da Independência do Brasil e pinturas como Sessão do Conselho de Estado, de Georgina de Albuquerque, e Hino da Independência, de Augusto Bracet, criam uma versão alternativa à do heroísmo e do triunfalismo de Dom Pedro retratado por Américo. É também considerada uma "imagem canônica" no ensino de história do Brasil, aparecendo, constantemente, em diversos livros didáticos. A pintura também aparece no frontão do Monumento à Independência do Brasil em São Paulo.

## Autor

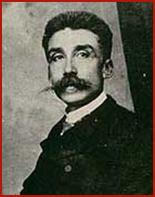
Fotografia de Pedro Américo (data e autor desconhecidos).

Pedro Américo era paraibano, nascido em 1843 na atual cidade de Areia, na época uma vila chamada Brejo d'Areia. Desde a infância, apresentava vocação para a pintura, tendo aos dez anos participado como desenhista da flora e da fauna em uma expedição científica pelo nordeste do Brasil, feita pelo naturalista francês Louis Jacques Brunet. Com cerca de treze anos, ingressou na Academia Imperial de Belas Artes, na cidade do Rio de Janeiro. Seu desempenho na Academia o tornou conhecido até pelo imperador D. Pedro II, que patrocinou uma viagem a Paris e os estudos do pintor na Escola Nacional Superior de Belas Artes, onde o artista aperfeiçoou seu estilo, principalmente em pintura histórica. Sua obra mais famosa, Independência ou Morte, foi apresentada pela primeira vez na Academia de Belas Artes de Florença em 8 de abril de 1888. Depois de vir para o Brasil, permanecendo por alguns anos, retornou a Florença, onde morreu em 1905.

## Contexto

### Acordos pré-execução
Ao contrário do que se especula, Pedro Américo não havia sido convidado a executar o quadro dedicado à independência: o artista se ofereceu a fazê-lo. Em 1885, segundo registros feitos pelo conselheiro imperial Joaquim Inácio Ramalho, Américo declarou à comissão das obras, que se encarregaria de fazer um quadro histórico em memória ao ato glorioso do Príncipe Regente Pedro I, proclamando a Independência do Brasil. A proposta de Américo não foi imediatamente aceita, por problemas de insuficiência de fundos e pela própria arquitetura do edifício que futuramente se transformaria no Museu Paulista. Em dezembro do mesmo ano, o periódico A Província de São Paulo publicou uma matéria criticando a conduta do governo, que estaria dando falsas esperanças ao artista, considerado na época como um mestre da estética.
Acredita-se que estas provocações feitas pela mídia contribuíram para uma mudança de rumo da posição da comissão responsável por aceitar ou recusar a proposta de Américo. No final de dezembro de 1885, Ramalho escreve uma carta para Pedro Américo aceitando sua proposta.
Através de um contrato firmado em 14 de julho de 1886 entre Pedro Américo e Ramalho, na época presidente da Comissão do Monumento do Ipiranga, o artista se comprometia a pintar, segundo descrição dos documentos, um "quadro histórico comemorativo da proclamação da independência pelo príncipe regente D. Pedro nos campos do Ypiranga." O prazo para a elaboração da tela seria de três anos, e seria pago a Américo o valor de trinta contos de réis, além dos seis contos que o artista recebeu ao assinar o contrato, dinheiro destinado aos primeiros estudos e atividades preparatórias para a obra. Inteiramente pintada em Florença, foi concluída um ano antes do prazo, em 1888.

### A nova pintura nacionalista
A construção do imaginário nacional na pintura nacionalista recrudesceu no período após a Guerra do Paraguai, quando as tendências realistas impostas pela Academia de Belas Artes de Florença na produção de imagens patrióticas foram substituídas por uma visão teatral imaginada pelo artista, criando um cenário fictício à sua volta. Neste período, criou-se a imagem de um líder guerreiro, que vestia uniforme militar e farda.
O poder monárquico derivaria de um sistema de propaganda, que legitimaria a imagem do imperador. Esta estrutura artística chegou ao Brasil em 1816 com a Missão Artística Francesa, encomendada pelo próprio rei, a fim de formar e educar os artistas brasileiros, para que assim a monarquia portuguesa pudesse ser impulsionada através das artes. As pinturas passam a representar cenas históricas, e não focam apenas no soberano. É estabelecido, então, um vínculo entre o imperador visto como o herói e o novo império. Não é mais colocado um nome em destaque, mas sim um grande feito.
Aos poucos, o imaginário sobre o imperador começou a se direcionar ao conceito de herói nacional. Pedro Américo, que havia frequentado a Academia Imperial de Belas Artes, se inseriu no projeto de incentivo nacionalista brasileiro. A monarquia havia sofrido um enfraquecimento nos anos de 1880 frente às ideias republicanas. Neste contexto, Américo teve a missão de melhorar a imagem de D. Pedro I, para que este inspirasse coragem e patriotismo para os brasileiros. Este modelo de pintura teve influência também da acadêmica francesa, associada a Napoleão Bonaparte, que sempre fazia parte de acontecimentos contemporâneos e os registrava através da arte.

## Descrição
O artista coloca em evidência a figura de D. Pedro I, no alto da colina verde, quase centralizado, um pouco para a esquerda, tendo à sua retaguarda dez homens – sete em primeiro plano e três em segundo plano – que vestem trajes civis e levantam seus chapéus. Montado em um cavalo marrom, o imperador veste um traje de gala característico da nobreza, empunha sua espada e proclama a independência com o grito que, figurativamente, "reverbera por todo o império". Seu olhar está direcionado para os soldados da Guarda Real, à direita. Eles acompanham D. Pedro, e usam fardas, capacetes de dragões e botas, estão sobre cavalos e empunham suas espadas.
À esquerda, na base do quadro, há a figura de um carreiro em atitude de espanto e incompreensão do evento que está presenciando. Aqui, ele é um mero espectador. Guiando um carro de bois, é mostrado como uma figura tosca, com pés descalços, cujo corpo robusto descoberto contrasta com a elegância de D. Pedro. Ele está ao largo da ação, contornando a colina às margens do riacho do Ipiranga no atual bairro paulistano do Ipiranga, sem perceber a magnitude do evento que está presenciando.
Há árvores e vegetação rasteira, além de uma única habitação do lado direito do quadro. Também são representadas algumas montanhas. O céu é azul e as nuvens, brancas. No cenário, o riacho do Ipiranga aparece apenas como um curto facho, na parte inferior do quadro.

Posicionamento de esboços

A tela de Pedro Américo tem uma organização geométrica. Há dois semicírculos que se encontram em um ponto no qual o eixo central tange o inferior da tela. O primeiro evolui do centro da tela para a direita, englobando os soldados. O segundo replica o mesmo movimento, porém para a esquerda. O percurso descendente da estrada delineia o semicírculo à esquerda. Em sua diagonal, está um caipira com seu carro de boi. Para representar o riacho do Ipiranga, Américo decide forçar a perspectiva pintando um simulacro de corrente aos pés dos soldados no primeiro plano. As montanhas transmitem a ideia de vastidão e perspectiva. O artista valorizou o local do evento e delimitou de maneira espacial a proclamação, que ocorreu em São Paulo, tendo sucesso em unir lugar, acontecimento e personagem.
Colocar D. Pedro em segundo plano foi uma maneira de Américo inserir uma compreensão hierárquica. A pintura legitima a ação heroica do imperador e seu direito em ser líder do Brasil independente. As estratégias usadas pelo pintor para evidenciar o imperador foram as de representá-lo num momento solene, montado em um cavalo e criar um núcleo de destaque, situando D Pedro num ponto mais elevado da topografia.

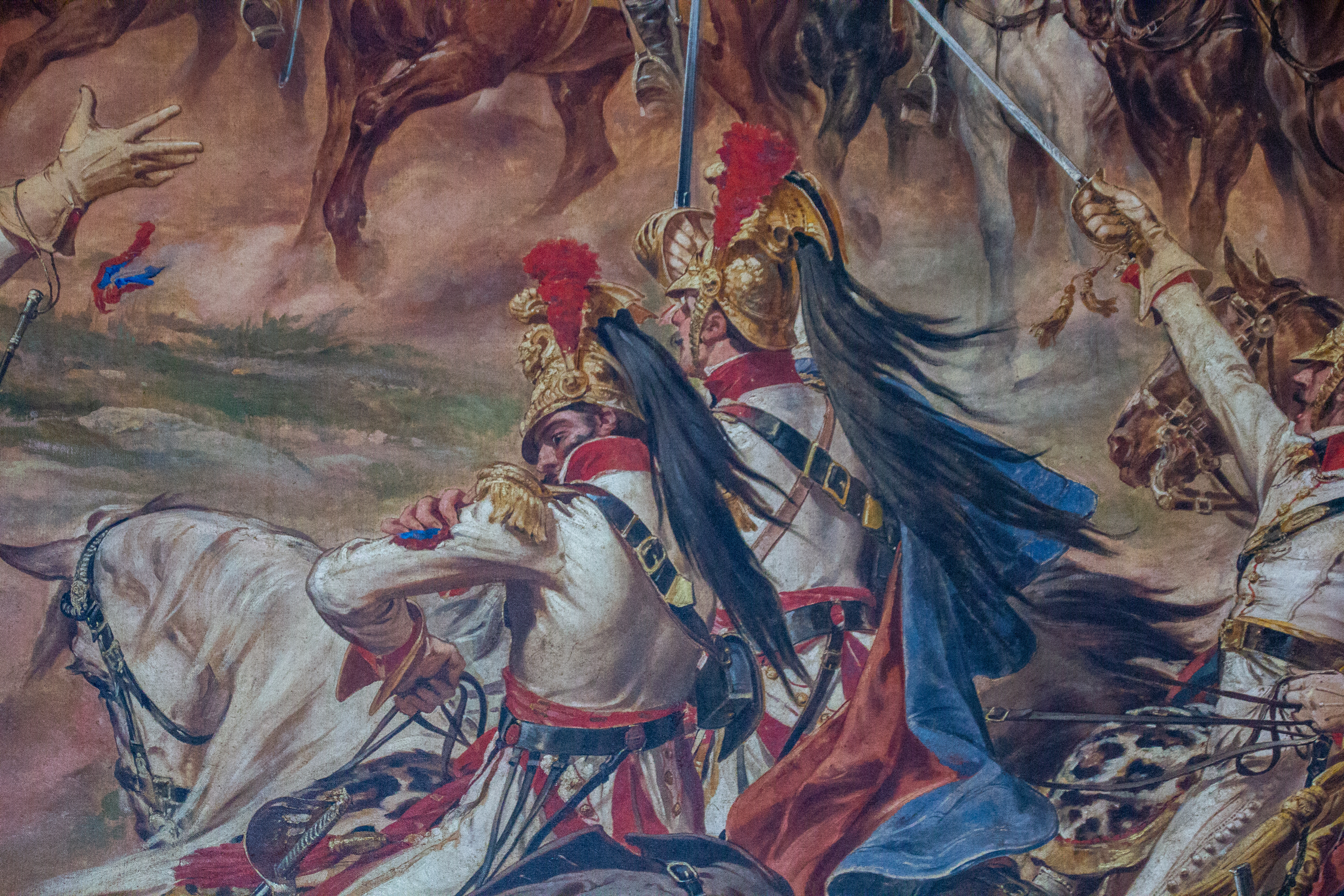
Detalhe da remoção dos laços portugueses na farda.

Pedro Américo direciona o olhar do observador para o herói, através da interação entre D. Pedro e os outros personagens do quadro: o grupo à sua volta, os soldados e os caipiras. Ele está no centro e levemente deslocado para a esquerda. Há um contraste entre sua rigidez e o movimento das pessoas que o rodeiam. Esta é outra técnica usada pelo artista para que o olhar do espectador se dirija para o imperador, colocando-o em destaque. A figura dele torna-se essencial para a composição da obra, apesar de sua atitude ser mais artificial e sublime. Além disso, para enfatizar o herói, o tamanho de sua imagem é menor do que a dos caipiras e dos soldados, que estão em primeiro plano. Este desnível reforça a superioridade do imperador, já que sua figura se sobressai.
Pouco abaixo do imperador, há uma barreira estética criada por um cavaleiro que está de costas para o observador. De sua farda ele arranca um laço vermelho e azul, que representa a união entre a colônia e a metrópole. O eixo entre este soldado e D. Pedro forma um núcleo discursivo, já que o guarda está posicionado no centro da tela, e tem o papel de articular as duas metades do quadro. O movimento brusco feito por seu cavalo acentua ainda mais o papel de mediador do personagem.
Há um percurso narrativo na pintura de Pedro Américo: ele se inicia no caipira à esquerda, cujo olhar está na direção de D. Pedro. O espectador segue este movimento até o imperador e sua comitiva. A partir deste ponto, é estabelecido um pólo narrativo, consequente da posição do guarda que está no centro. A narração continua no semicírculo que é formado pelos soldados à direita. Américo integra todos os personagens da cena através da formação elíptica dos soldados, usando a perspectiva como ferramenta de unidade. O desfecho dramático se dá pela compreensão de que a proclamação foi um feito de um só homem. A composição como um todo tem uma estrutura piramidal de poder, em que a soberania nacional é associada à uma elite política e intelectual, sob comando do imperador. Neste contexto, o caipira não tem papel a desempenhar, colocando seu futuro nas mãos de D. Pedro, representado na obra como mero espectador e admirador da cena.

## Pesquisa

Esboço: Civil

Pedro Américo fez minuciosas pesquisas sobre o movimento da Independência, conversando com testemunhas da proclamação, entre elas o coronel Antonio Leite Pereira da Gama Lobo e o capitão-mor Manuel Marcondes de Oliveira Melo, cujos relatos detalhavam o que os havia impressionado. Além disso, buscou em São Paulo e no Rio de Janeiro por pessoas que serviriam de inspiração para a criação dos personagens da pintura. Também teve acesso a fardas, capacetes e objetos que serviram de modelo para a execução destes no quadro. Analisou, inclusive, retratos de companheiros de D. Pedro para pintar as expressões e feições dos rostos nos menores detalhes. Américo viajou à Europa para reconfirmar ideias acerca da proclamação e para esclarecer conflitos que encontrava para compor sua obra. Para solucionar estes imprevistos, lia cartas e memórias que continham particularidades do evento, que para ele eram de valor incontestável para a obra.
Os guardas presentes na pintura foram criados por Américo a partir de uma mistura dos aspectos marcial e burguês com uma imagem europeia. Isso exigiu do artista um estudo dos costumes da época para que o uniforme da Guarda tivesse uma aparência grandiosa. Para o artista, sua tarefa não era representar os soldados de maneira simples e natural, mas sim tornar sua imagem mais imponente. Vestiam o traje obrigatório da Guarda de Honra de 1822, que ficaria conhecida anos depois como Dragões da Independência.

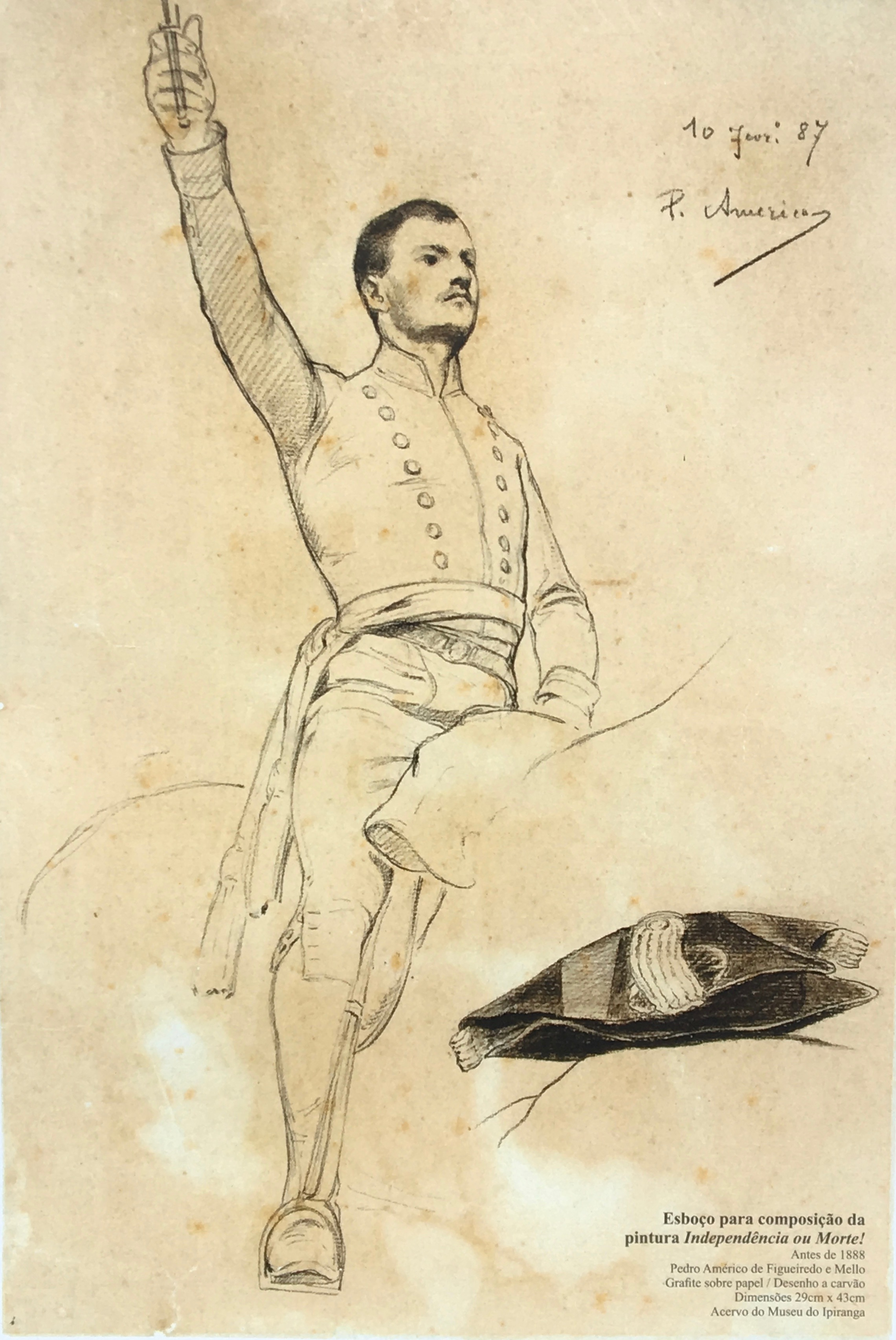
Esboço: Soldado da Guarda

Segundo o autor da obra, a farda de D. Pedro I foi "tirada, quanto ao talhe" de uma estampa anterior à Independência e as cores eram conforme o decreto de 19 de maio de 1806, com algumas alterações. Para o pintor, a fisionomia do príncipe regente deveria remeter à sua juventude à época, tendo sido inspirada em pesquisas de descrições verbais e literárias e também em uma pintura de D. Pedro I por ele produzida em 1870, a partir de esboços enviados de Portugal pela viúva do imperador, sua segunda esposa Amélia de Leuchtenberg.
Os trajes vestidos pelos burgueses foram em parte copiados autenticamente. Américo teve acesso às vestimentas em São Paulo. Os chapéus, as botas, as cores vivas e as próprias roupas foram mantidas, apesar de que, para ele, estes eram vistos como excêntricos, fugindo da sua ideia de elegância.
O cenário da obra também foi estudado pelo artista. A casa que há na pintura foi reproduzida fielmente, a não ser pelo acréscimo de algumas árvores ao redor dela. Foram feitas também alterações no terreno para que este ficasse esteticamente atraente.
Américo optou por cores que ele caracterizava como "afogueadas", para compor a atmosfera da pintura. Sua referência foram as frequentes queimadas que ocorriam na capital da província. A partir desta paleta de cores, ele também criou uma mistura de luzes na pintura, também explicadas pela opacidade do ar que Américo queria transmitir. Sua intenção não era obter efeitos coloridos, e sim uma paisagem mais sóbria.
Para compor sua obra, Américo utilizou como base os princípios da tradição da pintura histórica para retratar a imagem da melhor maneira. Isso exigiu do pintor conhecimentos das estampas e dos retratos literários do imperador. A intenção era que o quadro trouxesse à tona a grandiosidade do herói, considerando que o evento é glorioso em si: D. Pedro é o "salvador da pátria, que ao erguer sua espada, rompe o poder de Portugal sobre o Brasil".
Em O Brado do Ipiranga ou a Proclamação da Independência do Brasil, Pedro Américo escreve sobre suas dificuldades ao pintar um fato histórico, e os impasses que precisou confrontar diante da estética que era exigida no meio artístico e as fontes documentais. Para ele, a pintura histórica deveria imortalizar acontecimentos e heróis, tal como eram apresentados na historiografia.
As pesquisas de Américo serviram como referência também para a produção de um texto que ele mesmo escreveu, chamado O Fato. Sobre o episódio do Ipiranga, ele comenta:

[D. Pedro:] "Meus senhores, as cortes de Portugal querem escravizar o Brasil; por isso cumpre declarar desde já a sua independência." Dito isto tirou o chapéu armado e acrescentou: "Laços Fora!", referindo-se ao laço emblemático português que muitos dos soldados traziam ao braço esquerdo, e logo todos arrancaram e arrojaram para longe de si.  "De hoje em diante traremos um laço verde e amarelo, e estas ficaram sendo as cores brasileiras". Depois, elevando a espada, bradou solenemente: "Independência ou Morte!" Grito sublime, que foi muitas vezes repetido e entusiasticamente saudado assim pelos guardas de honra, que com as espadas desembainhadas reproduziam o gesto marcial do Augusto Afirmador da nossa independência.

## Recepção

### No exterior
A tela foi exposta pela primeira vez na Academia Real de Belas Artes de Florença, em 8 de abril de 1888, antes de ser entregue ao governo paulista três meses depois. Na apresentação da obra, Pedro Américo discursou, na presença do imperador Pedro II e sua esposa, imperatriz Teresa Cristina, da rainha Vitória do Reino Unido e outros mandatários e autoridades.
Bem sei, Senhor, que não é digna do alto assumpto historico, nem da contemplação de Vossa Magestade, a téla que ouso expor aos descendentes ou compatriotas de Raphael, Leonardo da Vinci e Miguel-Angelo; se, porém, é certo que o trabalho nobilita o cidadão, eu me sinto altamente honrado de ter concluído uma pagina destinada a commemorar um dos mais gloriosos feitos do Augusto Progenitor de Vossa Magestade, e ao mesmo tempo o primeiro sopro de vida da nossa saudosa Patria como nação livre e independente.— Pedro Américo, dirigindo-se ao Imperador D. Pedro II, no discurso de apresentação da sua obra na Academia de Belas Artes de Florença
A exposição do quadro foi acompanhada por um texto de Pedro Américo, no qual o artista insiste em suas intenções, e esclarece sua posição nos debates acadêmicos e antiacadêmicos da época. Isso porque ele resistia às tendências realistas, e havia construído um quadro de caráter idealizado.
Com effeito, a parte mais seleta da sociedade, ou pelo menos a mais propensa á idéia da autonomia nacional sob uma dynastia popular e sympathica, fitava  o olhar do augusto moço a quem previdente monarcha confiara a regencia do Brasil, e o compelia a declarar independente a sua nova patria.— Pedro Américo, no documento que descreve sua obra.
Quando a pintura foi exposta em Florença, o jornal italiano Corriere Italiano, na edição de 26 de abril de 1888, publicou a respeito do quadro:

A ação foi estudada no próprio cenário e habilmente representada com todo rigor histórico.[...] Em resumo, a nova tela de Pedro Américo é uma obra colossal [...] e que traz o cunho de uma imaginação criadora e de um robusto engenho; qualidades que se manifestam na concepção, no desenho, na verdadeira reprodução dos tipos e dos costumes locais assim como do cenário onde se passou o fato histórico e que o autor faz representar com tanta robustez de idéia e de execução.

### No Brasil
Apesar de ter sido finalizado em 1888, o quadro foi apenas exposto no Brasil em 1895, na inauguração do Museu Paulista, em 7 de setembro. Rapidamente, diferentes órgãos da imprensa paulista registraram a presença do quadro no Salão Nobre. A obra de Américo conquistou uma enorme visibilidade. Ao passar do tempo, quanto mais o quadro se popularizada, mais eram explorados seus significados históricos, e sua importância no imaginário político e da memória da independência do Brasil. Inclusive, seus diferentes títulos — Grito do Ipiranga e Proclamação da independência — se devem à sua popularização.
A pintura serviu como um ponto de partida e principal peça para o programa de decoração feito por Affonso Taunay, na época diretor do Museu Paulista. Este trabalho decorativo foi elaborado a partir de um contexto político-ideológico para todo o prédio e suas obras e, nesse contexto, foi dado destaque à pintura de Américo, elemento central do Salão Nobre do museu. A tradição do quadro, que integrou o acervo já em 1895, foi uma inspiração para o resto dos elementos decorativos.
Na década de 1920, o quadro de Américo já havia conquistado uma repercussão popular. Para Taunay, o quadro teve tal popularidade porque causa uma imediata identificação do momento histórico que representa. A tela tornou-se também um documento da proclamação, onde o espectador podia experimentar a realidade do evento, muito significativo para a nação.

## Análise

### Construção visual do passado brasileiro
Independência ou Morte tem influências diretas da educação monárquica artística de Pedro Américo, já que evidencia tanto D. Pedro (o herói), quanto o movimento em si, com a presença de soldados. A composição pensada em detalhes, como a posição de cada figura para que se tenha uma unidade em todo o quadro, evidencia os valores tradicionais de Pedro Américo. Com Independência ou Morte, Américo reafirma seu apoio ao império e a D. Pedro II, o que também lhe trouxe dificuldades no ano seguinte, com o início da República no Brasil.
O quadro é um patrimônio biográfico-visual do Brasil. Possui cunho histórico e representa um momento decisivo da história do Brasil e seu herói. A tela também é vista como um meio de compreender a independência em si, apesar de ser uma ilegítima representação simbólica do império. Nela, há uma visão gloriosa do passado brasileiro, cujo discurso se assemelha ao da Academia Imperial de Belas Artes e do Instituto Histórico e Geográfico Brasileiro. Apesar do quadro não corresponder inteiramente a uma memória nacional, revela muito sobre uma determinada época do Brasil do século XIX e consequentemente, auxilia na construção visual do passado brasileiro.
Pedro Américo teve uma participação significativa na criação de um imaginário na formação simbólica do regime político, em especial na redefinição da identidade nacional brasileira. A tela também é, como pintura, um objeto importante para a arte nacional.
O quadro inventa uma independência, e se transforma em uma certidão visual da nação. Em um texto autoral, Pedro Américo afirma que sua intenção com a pintura era de
[...] restaurar mentalmente, e revestir das apparencias materiais do real, todas as particularidades de um acontecimento que passou-se ha mais de meio seculo, principalmente quando não nos foi elle transmitido por contemporaneos habeis na arte de observar e descrever. A difficuldade cresce na proporção da necessidade que tem o artista — espécie de historiador peado pelas exigencias da esthetica e pelas incertezas da tradição — de individuar cincunstancias de cuja veracidade se póde duvidar, e que nem por serem reaes merecem a attenção da historia e a consagração do bello.
A pintura de Américo é um exemplo da arte acadêmica no Brasil. Durante o Segundo reinado, a construção do imaginário se dava pelo cenário como uma narrativa, e não apenas com referências pontuais na tela. Em Independência ou Morte, vê-se isso através da dramaticidade encenada nos desgastes do próprio terreno e na atmosfera que fornece um tom psicológico através do uso das cores. Desta maneira, os elementos da paisagem brasileira tornam-se essenciais para a retórica do quadro. Apesar disso, o caráter idealizado do quadro diverge das tendências realistas da época. As batalhas e seus respectivos ídolos criam as cenas patrióticas. Américo sobrepõe os sentimentos patrióticos às qualidades do cenário paulista. Há uma dramaticidade que faz com que a paisagem se torne menos significante do que a cena representada. A natureza e a história agregam-se uma à outra.
Américo coloca o caipira como mero espectador, forçado a observar a transformação do Brasil em uma nação independente. Para o artista, este personagem representa todo o povo brasileiro, pertencendo à massa que se movimenta ao redor do imperador, o herói da nação. Pode-se deduzir que Pedro Américo tem o objetivo de representar D. Pedro como um estadista que deseja realizar seu ideal. Américo deveria construir uma imagem que afirmasse que o imperador se sacrificaria pelo Brasil.

### Visão épica de um evento prosaico
Há depoimentos da época da proclamação que desmentem a visão épica deste evento. A cena da proclamação foi mais prosaica do que a que é retratada por Pedro Américo. O padre mineiro Belchior Pinheiro de Oliveira foi testemunha do ocorrido, e afirma em relatos que, na verdade, D. Pedro estaria montado em uma "bela besta baia", expressão que se refere a um animal semelhante à mula de carga, que eram os animais ideais para subir serras e morros, e do tipo baio (pelagem amarelada). Esta informação também é confirmada por outro personagem que estava presente, o coronel Manuel Marcondes de Oliveira Melo. Este também afirma em relatos que no momento do Grito do Ipiranga, o imperador sofria de problemas intestinais. Acredita-se que D. Pedro teria ingerido algum alimento mal conservado em Santos, ou que a água estaria contaminada. Segundo as memórias de Marcondes, o imperador fazia intervalos constantes para "prover-se" nos matagais das margens das estradas. Além disso, a comitiva de D. Pedro, geralmente composta por catorze soldados, não seria tão numerosa quanto aparece no quadro.
Por questões relacionadas à moralidade de seu trabalho artístico, o pintor afastou seu quadro dos problemas do evento, como a fisionomia do imperador consequente de suas dores e a mula em que cavalgava. As mudanças que fez em sua pintura se restringem a estes dois aspectos, mais o uniforme dos guardas e o número de testemunhas que assistiam à proclamação. Para ele, estes detalhes não mereciam ser contemplados.
A realidade inspira, e não escraviza o pintor. Inspira-o aquillo que ella encerra digno de ser offerecido a contemplação publica, mas não o escraviza o quanto encobre contrario aos designios da arte, os quaes muitas vezes coincidem com os designios da historia. E se o historiador afasta dos seus quadros todos os incidentes perturbadores da clareza das suas lições e da magnitude dos seus fins, com muito mais razão o faz o artista, que procede dominado pela idea de impressão esthetica que deverá produzir no espectador. […] Finalmente, (…) consegui compor a fraca obra que agora submetto ao benevolo juizo das pessoas illustradas do meu paiz; certo de que, se não acertei, ao menos esforcei-me por ser sincero reproductor das faces essenciaes do facto, sem esquecer totalmente as difficeis e severas lições da sciencia do bello.
Ele enfatiza a importância de tomar cuidado com os traços usados para representar o imperador, já que este sofria de problemas intestinais no momento da proclamação da independência. Para Américo, retratar a figura no fato real, mas desfavorecendo a fisionomia, seria uma atitude que iria contrariar a intenção moral da pintura. Porém, também afirma que foi guiado pelo raciocínio, sendo a pintura rigorosamente inspirada pela realidade da cena até o máximo que sua visão permitia, sem interferir no testemunho de quem estava presenciando o evento. O artista também argumenta que, ao seu olhar, um trabalho de pintura histórica deve
[...] como synthese, ser baseado na verdade e reproduzir as faces essenciaes do facto, e, como analyse, em um grande número de raciocínios derivados, a um tempo, da ponderação das circunstancias verossimeis e provaveis, e do conhecimento das leis e das convenções da arte.

## Acusação de plágio

### Pedro Américo como copiador

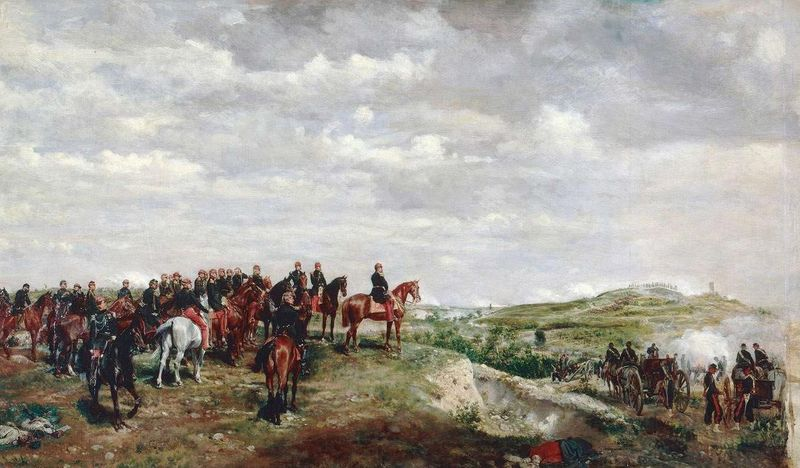
Napoleão III na Batalha de Solferino, pintura de Meissonier que inspirou Independência ou Morte.

O quadro de Pedro Américo pode ser comparado com outras obras produzidas por diferentes artistas. Isso atribuiu ao pintor acusações de plágio. Em sua obra, Américo cria um diálogo entre a história da arte e as pinturas tradicionais de batalhas que enfatizavam o herói (anteriormente produzidas por seus professores). O processo de construção do quadro foi complexo. O diálogo com pinturas históricas era bem visto pela Academia Imperial de Belas Artes, além de ser uma técnica usada por muitos artistas, sem ser considerada como cópia. Ele pretendia desenvolver uma imagem que lembrasse estas obras do passado de acordo com as técnicas que eram usadas por estes artistas.
A experiência que teve dez anos antes, como sua obra Batalha do Avaí, que não foi bem recebida pela crítica, a classificando como "antiacadêmica", o fez aprofundar-se no estudo das questões estéticas e publicar o trabalho literário Discurso Sobre o Plágio na Literatura e na Arte em 1879, anos antes de iniciar Independência ou Morte.
Os quadros dos pintores franceses Jean-Louis Ernest Meissonier e Horace Vernet foram usados como fontes para Independência ou Morte. Américo estudou as obras Napoleão III na Batalha de Solferino (1863) e Batalha de Friedland (c 1870), ambas de Meissonier e também Napoleão na Batalha de Friedland (c 1850), de Vernet. Há semelhanças entre as pinturas: o confronto entre D. Pedro e os soldados à direita tem composição parecida à estrutura de Batalha de Friedland; a concentração de pessoas em ambos os quadros é similar; a elevação de D. Pedro a um ponto mais alto da topografia aproxima a obra de Américo das de Meissonier. Além disso, pode-se deduzir que Américo tinha a intenção de representar D. Pedro como um estatista, assim como pode-se perceber ao analisar a figura de Napoleão na obra de Meissonier.

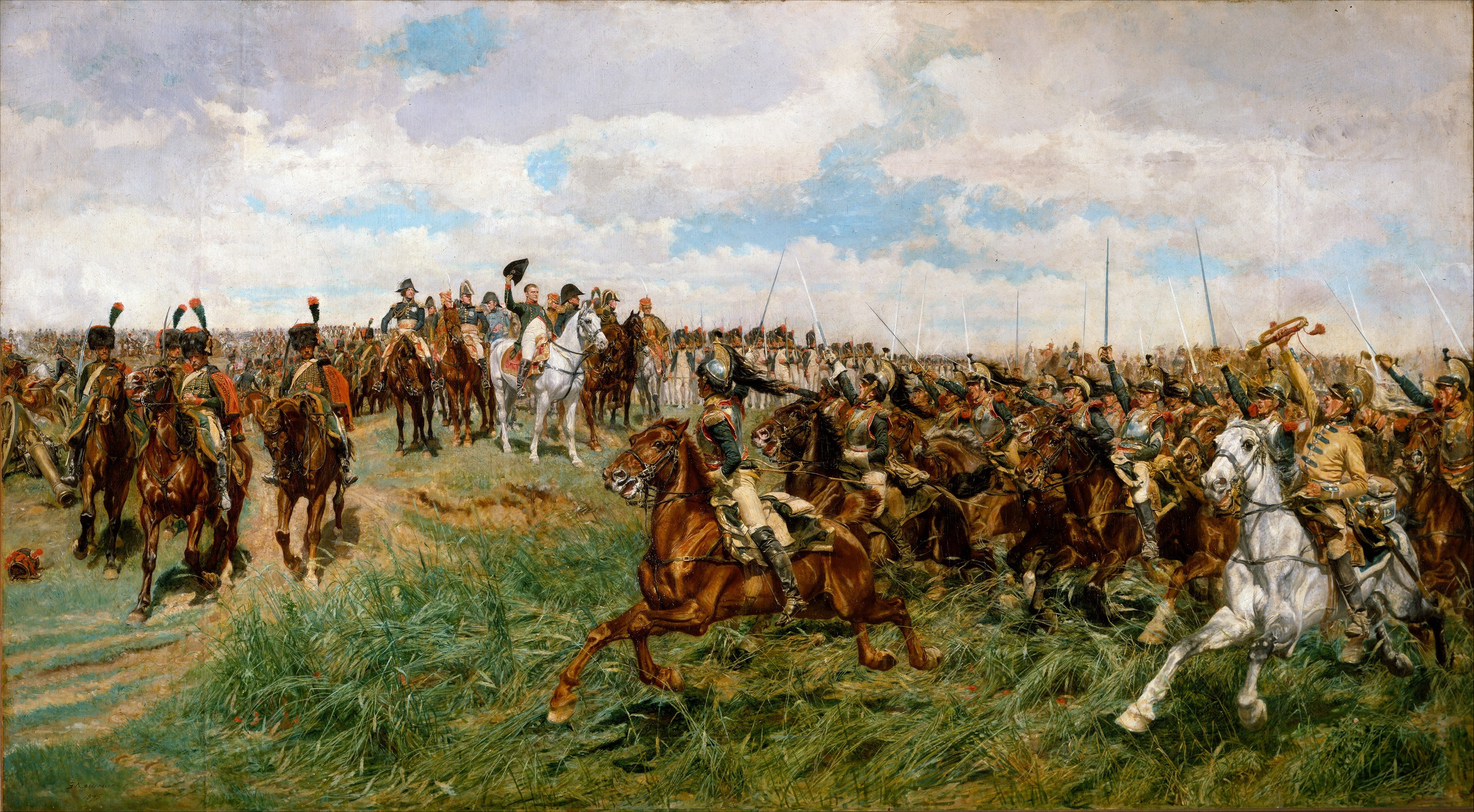
Batalha de Friedland, pintura de Meissonier que também inspirou Independência ou Morte.

A historiadora Lilia Moritz Schwarcz cita em seu livro Batalha do Avaí – A Beleza da Barbárie, que os críticos da obra de Pedro Américo viram tanto em A Batalha do Avaí, como em Independência ou Morte, dois "descarados" plágios dos pintores Andrea Appiani e Ernest Meissonier, respectivamente. Segundo a historiadora, os críticos viam em Independência ou Morte, uma cópia da cena inteira de A Batalha de Friedeland, pintada treze anos antes por Meissonier, "em que este também retrata Napoleão, figura polivalente que tanto serve de modelo para Américo pintar Caxias como D. Pedro I, este dando o grito de independência às margens do Ipiranga."
Segundo a historiadora de arte Maraliz de Castro, a obra de Américo tem diferenças significativas das telas de Meissonier, afirmando que o brasileiro se preocupa com cada detalhe, buscando um equilíbrio entre todos os elementos, a fim de criar uma impressão de unidade significativa, enquanto que, em Batalha de Solferino, o francês procura simular uma fotografia instantânea do real, diferentemente das figuras cuidadosamente organizadas em Independência ou Morte. Segundo Maraliz, outra diferença é o movimento no quadro de Meissonier: os soldados correm de maneira frenética em direção ao espectador; já Américo compõe uma forma em elipse para integrar todos os personagens da cena, unindo-a ao uso da perspectiva. Já para a historiadora de arte Cláudia Valladão, estes detalhes reafirmam os valores tradicionais de Américo, pois embora ele concordasse com o grupo de teóricos então chamados de "idealistas", sua postura artística se voltava a um diálogo com as tendências "realistas" de pintura histórica, como as utilizadas por diversos artistas na época, como Meissonier. Houve ainda uma acusação contemporânea de plágio publicada em 1982 pelo jornalista Elio Gaspari, em sua coluna na revista Veja, também refutada por Cláudia Valladão, que comenta sobre a publicação: "acusá-lo [Pedro Américo] de plágio é não compreender os pressupostos de sua arte".

### Pinturas de inspiração

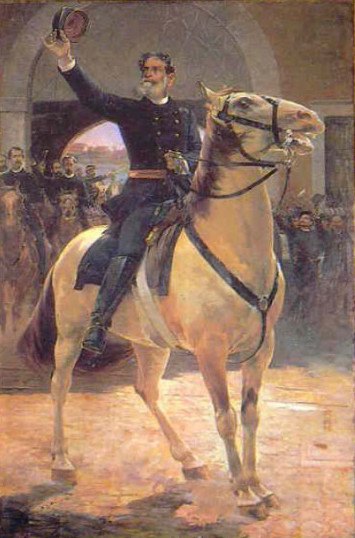
Retrato de Deodoro da Fonseca, de Henrique Bernardelli, também retrata a proclamação de maneira idealizada.

Pedro Américo usou como referência algumas pinturas históricas para compor a obra Independência ou Morte.
Comparando o quadro de Américo com A Proclamação da Independência de François-René Moreaux, percebe-se que este último inclui mais civis do que o brasileiro em sua obra. Os personagens da tela de Moreaux olham para o céu. Consequentemente, o imperador é representado como uma figura que está realizando uma vontade divina ao proclamar a independência, não como alguém com capacidade política e de liderança, como feito por Américo.
Em contrapartida, as obras Independência ou Morte e o Retrato de Deodoro da Fonseca do pintor Henrique Bernardelli (que representa a figura do oficial declarando o fim da monarquia e o início da república no Brasil) completam uma a outra: ambas atenderam aos interesses da república de 1889 e reafirmam que as mudanças históricas do Brasil foram marcadas por heróis e acontecimentos grandiosos. Elas ilustram a independência e são eficazes em sua propaganda, apesar de não questionarem a nova autonomia brasileira com veracidade.
Além disso, a tela de Bernardelli retrata o acontecimento de maneira épica e idealizada, assim como na obra de Pedro Américo. Deodoro, na verdade, estava doente e constantemente acamado, com falta crônica de ar causada por arteriosclerose. Segundo relatos do advogado Francisco Glicério, que participou da Proclamação da República, o marechal mal tinha forças para vestir sua farda. Ao contrário do que se mostra no quadro, ele estava fraco e cambaleando, sem conseguir se manter sobre seu cavalo.

## Legado

### Difusão em livros didáticos, monumentos e mídia digital
A pintura de Pedro Américo aparece constantemente em livros didáticos no Brasil, tornando-se assim uma "imagem canônica" no ensino de história do Brasil. Um estudo com crianças revelou que, em parte por influência das ilustrações em livros didáticos, estas representavam o ato da independência a partir do referencial imagético de Independência ou Morte. Nos livros, a pintura serve para ilustrar o ato de fundação da nacionalidade brasileira, mostrando que a passagem para a situação da independência é o resultado de um brado. Essa interpretação, recorrente, representa o grito do Ipiranga como uma direção, num ato personalizado e centralizado no monarca.
A importância da obra de Pedro Américo, representação oficial da independência, fez com que esta influenciasse outras produções, dentre as quais se destaca o frontão do Monumento à Independência do Brasil, que emula a obra de Américo.
O quadro de Pedro Américo faz parte do acervo disponível no projeto Google Arts & Culture. A obra foi digitalizada em versão gigapixel, com a Art Camera, do Google, para registrar detalhes da obra não perceptíveis a olho nu. Independência ou Morte consta como a maior pintura digitalizada pelo Google no Brasil.

### Influência na pintura
A obra de Pedro Américo tornou-se a referência, às vezes a ser desconstruída, para a representação da Independência do Brasil. Criar uma versão alternativa à do heroísmo e do triunfalismo de Dom Pedro, retratados por Américo, marcou, por exemplo, a produção de obras de destaque em exposições para a celebração do Centenário da Independência do Brasil, como Sessão do Conselho de Estado, de Georgina de Albuquerque, e Hino da Independência, de Augusto Bracet. No quadro de Albuquerque, o protagonismo da declaração da independência é assumido por Maria Leopoldina, numa cena em que ela aparece deliberando com o Conselho dos Procuradores Gerais das Províncias do Brasil a orientação para que Dom Pedro encerrasse a colonização do Brasil por Portugal; no quadro de Bracet, Dom Pedro aparece como protagonista da separação com Portugal, mas num ambiente doméstico e numa atitude jovial, compondo o Hino da Independência.

### Livros e teses
- Oliveira, Cecilia Helena de Salles; Mattos, Claudia Valladão de (1999). O Brado do Ipiranga. São Paulo: Edusp. ISBN 978-85-314-0518-1
- Souza, Iara Lis Carvalho (2000). A Independência do Brasil. Rio de Janeiro: Jorge Zahar
- Lima, Oliveira (1997). O Movimento da Independência, 1821-1822. Rio de Janeiro: Topbooks
- Américo, Pedro (1888). Alguns discursos do Dr. Pedro Americo de Figueiredo (PDF). Obra em domínio público. Florença: Imprensa de l'Arte della Stampa. 161 páginas
- Schlichta, Consuelo Alcioni Borba Duarte (2006). A pintura histórica e a elaboração de uma certidão visual para a nação no século XIX (Tese de doutorado). Curitiba: Universidade Federal do Paraná. Consultado em 25 de maio de 2018. Arquivado do original em 8 de julho de 2018
- Franco, Pablo Endrigo (2008). O riacho do Ipiranga e a independência nos traços dos geógrafos, nos pincéis dos artistas e nos registros dos historiadores (1822-1889) (Dissertação de Mestrado). Universidade de Brasília
- Purificação, Ana Teresa de Souza e Castro da (18 de dezembro de 2002). (Re)criando interpretações sobre a Independência do Brasil: um estudo das mediaçoes entre memória e história nos livros didáticos. (Dissertação de Mestrado). Universidade de São Paulo. doi:10.11606/D.8.2002.tde-18092003-193651
- Andrade, Fabricio Reiner de (5 de março de 2016). Ettore Ximenes: monumentos e encomendas (1855-1926) (Dissertação de Mestrado). Universidade de São Paulo. Consultado em 22 de maio de 2018
- Castro, Isis Pimentel de (2007). Os pintores de história: a relação entre arte e história através das telas de batalhas de Pedro Américo e Victor Meirelles (Dissertação de Mestrado). Universidade Federal do Rio de Janeiro. Consultado em 22 de maio de 2018

### Periódicos
- Schlichta, Consuelo Alcioni B. D. (2009). «Independência ou Morte (1888), de Pedro Américo: A pintura histórica e a elaboração de uma certidão visual para a nação». ANPUH – XXV Simpósio Nacional de História
- Schwarcz, Lilia Moritz (2009). «Paisagem e Identidade: A construção de um modelo de nacionalidade herdado do período joanino». Revista Acervo. 22 (1). ISSN 2237-8723. Consultado em 22 de maio de 2018
- Mattos, Claudia Valladão de (1999). «Da Palavra à Imagem: sobre o programa decorativo de Affonso Taunay para o Museu Paulista». Anais do Museu Paulista. 6 (1). Consultado em 22 de maio de 2018
- Christo, Maraliz de Castro Vieira (2009). «A pintura de história no Brasil do Século XIX: Panorama introdutório». Arbor. 187 (740). Consultado em 22 de maio de 2018
- Bueno, João Batista Gonçalves (8 de agosto de 2013). «Tecendo reflexões sobre as imagens pictóricas (do final do século XIX e início do século XX) utilizadas nos livros didáticos no Brasil». Fóruns Contemporâneos de Ensino de História no Brasil on-line. 1 (1). Arquivado do original em 11 de maio de 2018
- Neto, José Batista (7 de julho de 2017). «A Problemática do Ensino da História nos Textos e nas Imagens dos Livros Didáticos». Tópicos Educacionais. 13 (1-2). ISSN 2448-0215
- Cavalcanti Simioni, Ana Paula (2 de abril de 2014). «Les portraits de l'Impératrice. Genre et politique dans la peinture d'histoire du Brésil». Nuevo mundo mundos nuevos (em francês). ISSN 1626-0252. doi:10.4000/nuevomundo.66390
- Oliveira, Emerson Dionisío Gomes de (Julho de 2008). «Fragmentos de cumplicidade: arte, museus e política institucional». Universidade de Caxias do Sul. Métis: História e Cultura. 7 (13). ISSN 2236-2762. Consultado em 22 de maio de 2018. Cópia arquivada em 28 de abril de 2018
- Almeida, Rodrigo Estramanho de (2017). História e política do Brasil na pintura de Pedro Américo. 9.º Congresso Latino-Americano de Ciência Política. Consultado em 22 de maio de 2018
- Giordani, Laura (2016). O grito do Ipiranga: a independência do Brasil das galerias aos quadrinhos (PDF). XIII Encontro Estadual de História da ANPUH RS: Ensino, direitos e democracia. Consultado em 22 de maio de 2018